# Shashajaia
Shashajaia — рід вимерлих синапсидів, що не належать до ссавців, з пізнього карбону до ранньої пермі. Це був один із найперших членів групи, що походив з гжельської епохи. Він знайдений формації Халгайто в американському штаті Юта. Відповідно до опублікованого дослідження, цей синапсид відомий із добре збережених фрагментів зубів і щелеп. Шашаяя має багато подібностей з іншими сфенакодонтидами, включаючи збільшені (подібні до іклів) передні зубні зуби, дорсовентральний глибокий симфіз і низьку коронку субтекодонтних постіклів із гіпсовим пліцідентином. Дослідження також виявило, що цей рід близький до еволюційної дивергенції сфенакодонтидів і терапсид, з яких виникли ссавцеві синапсиди. Ґрунтуючись на дослідженнях його зубів, палеонтологи виявили, що коли їхня здобич ставала більш наземною, синапсиди, такі як Шашаяя, пристосовувалися до життя на суші та вирощували більші зуби, щоб мати справу з більшими травоїдними тваринами в еволюційній гонитві озброєнь.